# Alonso Rodríguez (arquitecto)
Alonso Rodríguez († 1513), también llamado Alfonso Rodríguez en algunos textos, es un importante arquitecto español de principios del siglo XVI.

## Obra

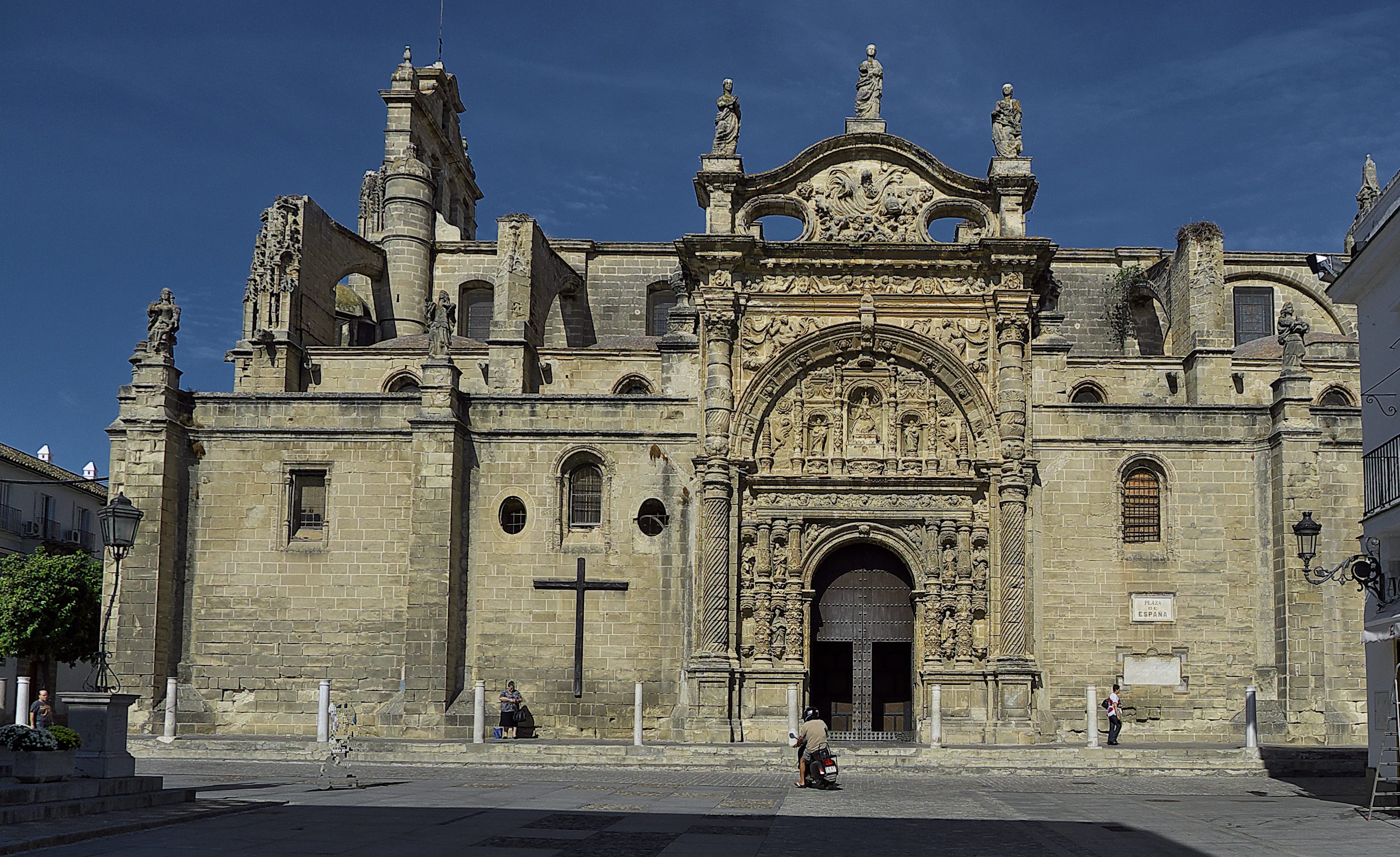
Iglesia Mayor Prioral (El Puerto de Santa María).

### Provincia de Sevilla

#### Sevilla
Trabajaba en la Catedral de Sevilla, su intervención en ella está documentada desde el año 1496. Ejerció el cargo de "Maestro Mayor" desde 1498 hasta 1512, año en que fue destituido tras el derrumbe del cimborrio el día 28 de diciembre de 1511, como consecuencia del denominado “Terremoto de Carmona” de 1504. Este cimborrio fue concluido por él junto con el aparejador Gonzalo de Rozas el 6 de octubre de 1506, cuando se dieron por terminadas las obras exteriores de la catedral.
Las trazas de aquel cimborrio se debían a Simón de Colonia, el anterior Maestro Mayor de la catedral entre 1495 y 1498; y tras el desplome de 1511 fue reconstruido por Juan Gil de Hontañón.
A Alonso Rodríguez también se le atribuye, en la misma ciudad de Sevilla, la construcción de otro de sus templos góticos, la Iglesia de San Martín.

#### Carmona
Dentro de la provincia de Sevilla, se cree que interviene en las obras de construcción de la iglesia gótica  de Santa María de la Asunción de Carmona.

#### Alcalá de Guadaíra
Partcipa en el diseño y construcción de la Iglesia de Santiago de Alcalá de Guadaíra, donde realiza los tramos correspondientes a la cabecera del templo.

### Provincia de Cádiz
En la provincia de Cádiz, en el año 1486 Alonso Rodríguez estaba al frente de las obras de la Iglesia Mayor Prioral (El Puerto de Santa María). A él se le atribuye su portada gótica de los pies, uno de los pocos restos del edificio primitivo, ya que en su mayor parte fue arruinado en 1636, reconstruyéndose luego bajo la dirección de Antón Martín Calafate.
También se le atribuyen las trazas de la Iglesia de Santa María de la Asunción (Arcos de la Frontera), obra comenzada en 1520 junto con Juan Gil de Hontañón, un templo tardogótico de planta de salón de tres naves de igual altura, de gran paralelismo con la iglesia catedral hispalense.
En el año 1509 realiza un informe sobre el Puente Zuazo de la entonces villa de Isla de León San Fernando, dando cuenta de su medición y gastos para su reparación.

### Fuera de Andalucía
Fuera de Andalucía, en ese mismo año (1509) fue mandado llamar por el rey Fernando el Católico, según Real Cédula fechada en Valladolid, para elegir el sitio y dar las trazas para la catedral nueva de Salamanca, cosa que se hizo efectiva al año siguiente, conjuntamente con Antón Egas, por entonces Maestro Mayor de las obras de la Catedral de Toledo. Las trazas, junto con el informe correspondiente fueron entregadas por éstos al Cabildo de Salamanca en mayo de 1510.